# Harry Potter and the Order of the Phoenix (trilha sonora)
A trilha sonora de Harry Potter and the Order of the Phoenix (inglês: Harry Potter and the Order of the Phoenix - Original Motion Picture Soundtrack) refere-se ao filme de 2007 de mesmo nome, baseado no livro de J. K. Rowling. Nicholas Hooper compôs a trilha sonora do filme, seguindo John Williams, que fez a trilha sonora dos três primeiros filmes, e Patrick Doyle, que fez a do quarto. Embora seja novo na série, Hooper já havia trabalhado com o diretor David Yates. A trilha sonora foi lançada em 10 de julho de 2007, um dia antes do lançamento do filme.

## Desenvolvimento
Hooper incorporou "Hedwig's Theme", o tema da série originalmente escrito por John Williams para o primeiro filme e ouvido em todos os filmes subsequentes, na trilha sonora. Em março e abril de 2007, Hooper, o maestro Alastair King e a Orquestra de Câmara de Londres gravaram quase duas horas de música no Abbey Road Studios, em Londres, com orquestrações fornecidas por King, Geoff Alexander, Julian Kershaw, Bradley Miles e Simon Whiteside. Dois novos temas principais foram criados para refletir a nova personagem Dolores Umbridge e a invasão da mente de Harry por Lord Voldemort. Um tambor taiko japonês foi usado para dar um som mais profundo à percussão. O trailer contém uma faixa de X-Ray Dog, intitulada "Divine Crusade", que apareceu pela primeira vez no álbum K-9 Empire antes de ser licenciada para Order of the Phoenix.
Hooper disse que analisou as trilhas sonoras anteriores dos filmes de Harry Potter feitas por John Williams, especialmente a terceira trilha sonora, mas, por fim, "decidi que era melhor eu seguir meu próprio caminho de composição em vez de tentar imitar John Williams, o que é impossível".

## Lançamento
A trilha sonora também foi lançada em uma edição especial, com uma caixa personalizada com tecido de veludo Navy. Dentro da caixa há um livreto de 20 páginas com a capa frontal gravada em papel alumínio.

## Recepção
| Críticas profissionais | Críticas profissionais |
| Avaliações da crítica  | Avaliações da crítica  |
| Fonte                  | Avaliação              |
| ---------------------- | ---------------------- |
| AllMusic               | 3.5 de 5 estrelas.     |
| Filmtracks             | 3 de 5 estrelas.       |
| Movie Music UK         | 3.5 de 5 estrelas.     |
| Movie Wave             | 2.5 de 5 estrelas.     |
| Tracksounds            | 4 de 5 estrelas.       |

A reação da crítica à trilha sonora foi bastante variada em comparação com as quatro trilhas sonoras anteriores da série. Christian Clemmensen, da Filmtracks, concedeu três estrelas de cinco à trilha sonora, dizendo que "... ela não consegue dar continuidade nem aos seus próprios limites nem aos da franquia como um todo". Archie Watt, da MovieCues, disse: "Essa não é uma trilha ruim de forma alguma, mas não há como argumentar que é a mais fraca de todas as trilhas sonoras de Harry Potter até hoje".

## Classificação
A trilha sonora estreou em 43º lugar na Billboard 200 dos EUA, vendendo cerca de 16.000 cópias na primeira semana e, desde então, vendeu um total de 356.000 cópias nos EUA e um milhão de cópias em todo o mundo. A trilha sonora também alcançou o quinto lugar na Top Soundtracks Chart.

## Faixas
| Harry Potter and the Order of the Phoenix (Original Motion Picture Soundtrack) track listing |                                       |         |  |
| N.º                                                                                          | Título                                | Duração |  |
| 1.                                                                                           | "Fireworks"                           | 1:49    |  |
| 2.                                                                                           | "Professor Umbridge"                  | 2:35    |  |
| 3.                                                                                           | "Another Story"                       | 2:41    |  |
| 4.                                                                                           | "Dementors in the Underpass"          | 1:45    |  |
| 5.                                                                                           | "Dumbledore's Army"                   | 2:42    |  |
| 6.                                                                                           | "The Hall of Prophecies"              | 4:27    |  |
| 7.                                                                                           | "Possession"                          | 3:20    |  |
| 8.                                                                                           | "The Room of Requirements"            | 6:09    |  |
| 9.                                                                                           | "The Kiss"                            | 1:56    |  |
| 10.                                                                                          | "A Journey to Hogwarts"               | 2:54    |  |
| 11.                                                                                          | "The Sirius Deception"                | 2:36    |  |
| 12.                                                                                          | "Death of Sirius"                     | 3:58    |  |
| 13.                                                                                          | "Umbridge Spoils a Beautiful Morning" | 2:39    |  |
| 14.                                                                                          | "Darkness Takes Over"                 | 2:58    |  |
| 15.                                                                                          | "The Ministry of Magic"               | 2:48    |  |
| 16.                                                                                          | "The Sacking of Trelawney"            | 2:15    |  |
| 17.                                                                                          | "Flight of the Order of the Phoenix"  | 1:34    |  |
| 18.                                                                                          | "Loved Ones and Leaving"              | 3:15    |  |
| Duração total:                                                                               | Duração total:                        | 51:56   |  |

- "Dumbledore's Army" foi usada na cena dos testes de quadribol em Harry Potter and the Half-Blood Prince.
- "Another Story", "Hall of Prophecy", "The Room of Requirement" e "A Journey to Hogwarts" contêm trechos de "Hedwig's Theme" escritos por John Williams.
- "The Kiss" foi ouvida na cena do viaduto durante o final de Harry Potter and the Deathly Hallows - Part 2.